# Helmut Gstrein
Helmut Gstrein (1º aprile 1960) è un ex sciatore alpino austriaco.

## Biografia
Specialista delle prove tecniche originario di Vent di Sölden, in Coppa del Mondo Gstrein ottenne il primo piazzamento il 7 febbraio 1979 a Oslo in slalom speciale (16º), mentre in Coppa Europa nella stagione 1979-1980 fu 3º sia nella classifica generale, sia in quella di slalom gigante; anche nella stagione 1981-1983 fu 3º nella classifica generale di slalom gigante del circuito continentale. Il 30 gennaio 1983 ottenne a Kranjska Gora in slalom speciale il suo miglior piazzamento in Coppa del Mondo (8º); in seguito continuò a disputare gare minori (gare FIS, Masters, Alpen Cup) fino al ritiro, avvenuto in occasione dello slalom gigante di Alpen Cup disputato a Garmisch-Partenkirchen il 14 marzo 2004. Non prese parte a rassegne olimpiche né ottenne piazzamenti ai Campionati mondiali.

## Palmarès

### Coppa del Mondo
- Miglior piazzamento in classifica generale: 46º nel 1979

### Coppa Europa
- Miglior piazzamento in classifica generale: 3º nel 1980[1]
- 7 podi:
  -  1 vittoria
  -  3 secondi posti
  -  3 terzi posti[senza fonte]

#### Coppa Europa - vittorie
| Stagione  | Località | Paese      | Specialità |
| --------- | -------- | ---------- | ---------- |
| 1979-1980 | Jahorina | Jugoslavia | GS         |

Legenda:

GS = slalom gigante

### Campionati austriaci
- 2 medaglie[1]:
  - 2 bronzi (slalom speciale nel 1982; slalom speciale nel 1983)